# 高源寺 (行田市)
高源寺（こうげんじ）は、埼玉県行田市にある臨済宗円覚寺派の寺院。山号は天真山。本尊は阿弥陀如来。

## 歴史
天正18年（1590年）、豊臣秀吉の小田原攻めの際に、成田氏の忍城を巡って攻城戦が繰り広げられた（忍城の戦い）。『忍城戦記』などによれば、家老の1人である正木利英（丹波守）は城の東南に位置する「佐間口」（北緯36度8分2.69秒 東経139度27分42.36秒）を守備し、豊臣方の長束正家の軍勢と戦闘を繰り広げたとされている。
戦後、成田氏は蒲生氏郷に預けられることになったが、正木は武士の身分を捨て現地に留まると、豊臣方、成田方双方の戦死者を弔うため佐間口付近に高源寺を建立、守天和尚を招き開山した。正木は天正19年（1591年）に没するが、その墓は境内に現存している。
『新編武蔵風土記稿』に縁起についての文を確認できる。
なお、行田市の都市計画道路の建設に伴い墓地が分断されたため、市内の渡柳地区（埼玉県行田市渡柳1280）に墓地を移転した。移転先は上述の忍城攻めの際、豊臣方を率いた石田三成の陣屋跡と言われている。